# Illegaler Holzeinschlag

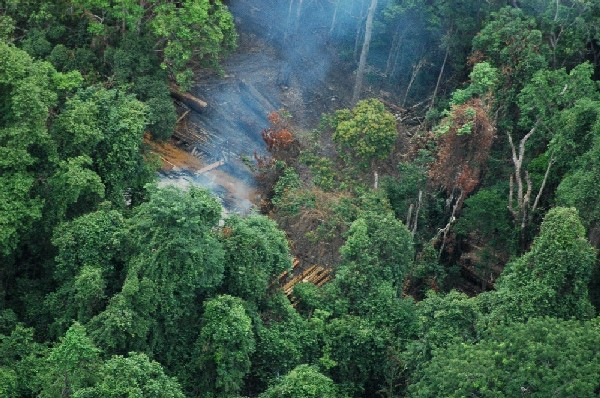
Illegaler Holzeinschlag in Kambodscha (Chuor Phnom Krâvanh)

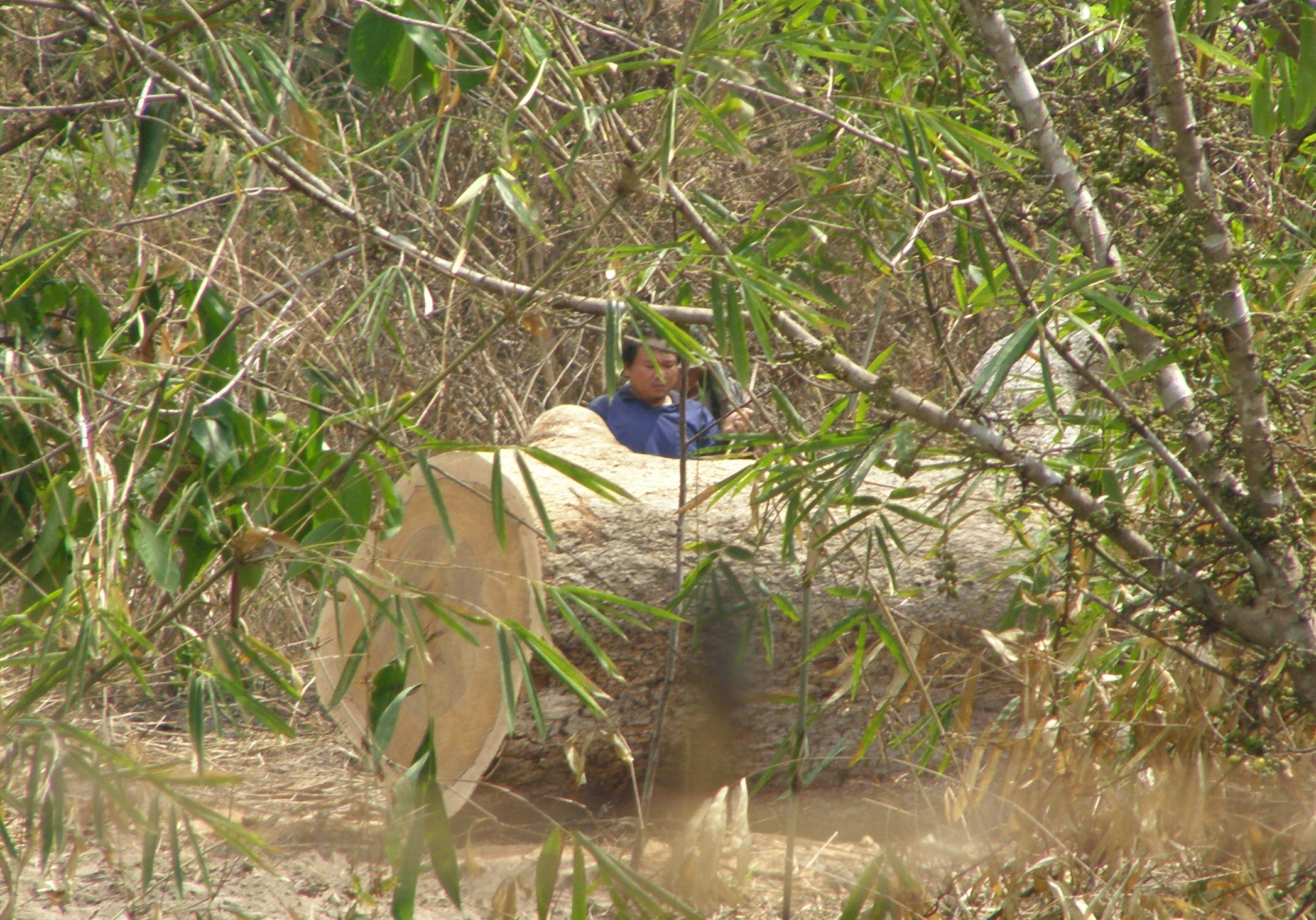
Illegale Abholzung in Tambon Donpao, Nationalpark Mae Wang, Chiang-Mai-Provinz, Thailand 2011

Illegaler Holzeinschlag umschreibt eine Vielzahl von Handlungen, die neben der Ernte auch den Transport und Verkauf von Holz unter Verletzungen nationaler Gesetze umfassen. Er verursacht erhebliche volkswirtschaftliche Schäden und stellt eine der ernstzunehmendsten Bedrohungen für den Erhalt ökologisch wertvoller Wälder dar, verhindert nachhaltige Forstwirtschaft und ist eine der Hauptursachen für Entwaldung in vielen Teilen der Welt. Illegaler Holzeinschlag ist somit eng verknüpft mit dem Phänomen der Desertifikation und ist auch ein wichtiger Aspekt bei der Gestaltung von Entwicklungspolitik. Aus diesem Grunde ist der illegale Holzeinschlag ein Bereich vor allem innerhalb der internationalen Forstpolitik, dem höchste Priorität beigemessen wird.
Umweltaktivisten bzw. Naturschützer (einschließlich Bauern), die sich dem Raubbau an den Wäldern entgegenstellen, wurden Ziele von Attentaten.

## Definitionen

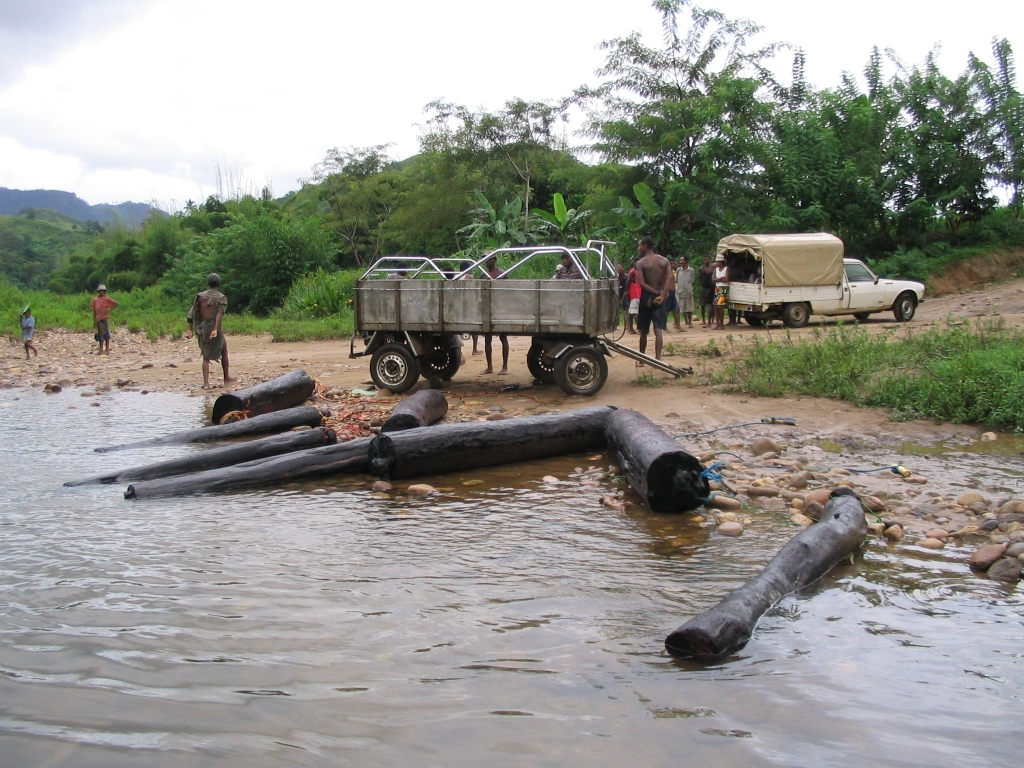
Illegaler Export von Palisander, Marojejy National Park, Madagaskar, März 2005

Für illegalen Holzeinschlag existiert eine Vielzahl Definitionen, die sich vor allem in den Details unterscheiden. Im Allgemeinen definieren Umwelt-NGOs illegalen Holzeinschlag weitergehend als staatliche oder intergouvernementale Einrichtungen wie die Food and Agriculture Organization (FAO). So umfasst illegaler Holzeinschlag nach Ansicht der Umweltorganisation FERN nicht nur den Verkauf, sondern auch Kauf von illegal eingeschlagenem oder transportiertem Holz. Dies kriminalisiert im Unterschied zur o. g. Definition auch Holzimporteure beispielsweise in Mitteleuropa.
Insgesamt können bis zu 17 verschiedene Aspekte bei der Definition illegalen Holzeinschlages berücksichtigt werden. Das einzige allen Definitionen gemeinsame Merkmal ist dabei die Verletzung von Holzeinschlagsregularien. Der Diebstahl von Forstprodukten wird nur von der FAO berücksichtigt, Preisverzerrungen auf den Holzmärkten nur von der FAO und der Gemeinschaftsarbeit des WWF mit der Weltbank. Von allen Begriffsdefinitionen treffen eine Studie der ITTO sowie die der genannten WWF-Weltbank-Kooperative mit 12 der 17 Merkmale die am weitesten gehenden.
Ein anderer Ansatz zur Identifizierung illegalen Holzeinschlages ist die klare Definition legaler Maßnahmen anhand von Kriterien und Indikatoren. Dabei werden die legale Herkunft des Holzes, die Bezahlung, die Arbeitsabläufe im Wald, verwandte kriminelle Handlungen und der Holztransport herangezogen.

## Ursachen
Die Erkenntnisse über Ursachen und begünstigende Umstände illegalen Holzeinschlages beruhen in der Regel auf Fallstudien in Entwicklungsländern, wo das Problem häufiger und schlimmer in Erscheinung tritt.
Eine Haupttriebkraft für die gesetzeswidrige Entnahme von Holz aus Wäldern ist Armut (direkte Nutzung des Holzes als Brenn- und Konstruktionsholz). Daneben wirken finanzielle Anreize unterschiedlicher Größenordnung (einzige Einkommensmöglichkeit, erhoffte Verbesserung der Lebensumstände, Wettbewerbsdruck) bedingt durch die Nachfrage nach günstigem Holz auf regionalen, nationalen oder internationalen Märkten. Im Falle der industriellen Nutzung sind das Überkapazitäten in der Produktion. Voraussetzungen oder begünstigende Faktoren sind schwache politische Strukturen, also nicht zielführende oder komplizierte unausführbare Gesetze, ein Mangel an Transparenz in forstpolitischen Entscheidungsprozessen, und schwache zivilgesellschaftliche Strukturen und mangelnde Partizipation legitimer nichtstaatlicher Interessen. Eine weitere Voraussetzung sind mangelhafte Kapazitäten zum Gesetzesvollzug, was wiederum bedingt ist durch eine schwache personelle und finanzielle Ausstattung der entsprechenden Organe. Allerdings fehlt oft auch der politische Wille zur Stärkung des Gesetzesvollzugs. Korruption wirkt hier auf allen Ebenen der Verwaltung, ist aber auch in vielen kommerziellen Unternehmen vorzufinden. Es besteht ein klarer Zusammenhang zwischen dem Ausmaß von Korruption in einem Land und dem als illegal eingeschätzten Umfang von Aktivitäten im dortigen Forst- und Holzsektor. Unklare Eigentumsverhältnisse am Wald begünstigen illegale Holzentnahmen. Letztlich ist ein Haupthindernis für die Rechtsdurchsetzung der Mangel an Informationen über Ausmaß, spezielle Ursachen und die Vorgänge ungesetzlicher Aktivitäten in diesem Bereich.
Es bestehen Wechselwirkungen zwischen Maßnahmen von Einzelstaaten gegen illegalen Holzeinschlag und der statistischen oder faktischen Erhöhung dieser Aktivitäten sowohl in diesem Staat, als auch (in Abhängigkeit von der Art der Maßnahme) in anderen Staaten. Die Verschärfung von Gesetzen oder deren Durchsetzung kann verbunden sein mit einer Verkomplizierung bürokratischer Vorgänge. Wenn diese Maßnahmen nicht die strukturellen Umstände (Armut, Korruption) berücksichtigen, so können solche Maßnahmen die entgegengesetzte Wirkung entfalten und begünstigend für ungesetzliches Handeln wirken. Gleiches gilt für die Verschärfung von Gesetzen bei gleichbleibenden mangelhaften Kapazitäten zur Durchsetzung dieser Rechtsakte. In diesem Fall erhöht sich der Umfang des illegalen Holzeinschlages nominell durch die Kriminalisierung gängiger Praktiken.
Die Wechselwirkung zwischen nationalen Maßnahmen gegen illegalen Holzeinschlag und den gesetzeswidrigen Aktivitäten in anderen Staaten ist bedingt durch grenzüberschreitenden (legalen oder illegalen) Handel. Durch Schutzmaßnahmen der Volksrepublik China für Wälder erhöhte sich der Import aus angrenzenden Ländern wie Myanmar oder Russland, was wiederum zur Intensivierung illegaler Holzeinschläge in diesen Ländern beitrug. Auch das Holzernteverbot in Thailand im Jahre 1989 erhöhte sowohl die Importe als auch den illegalen Holzeinschlag in Kambodscha, Laos und Myanmar.

## Wirkungen
Neben den Auswirkungen illegaler Holzerntemaßnahmen auf das wirtschaftliche Nachhaltigkeitsniveau von betroffenen Forstbetrieben (Kapitalverluste durch Einkommenseinbußen, Verringerung der Produktionskraft, Störung der Wirtschaftsplanung) sind die Ökosysteme von Wäldern betroffen, besonders stark im Falle von Hiebsmaßnahmen in Naturschutzgebieten und Primärwäldern. Die Auswirkungen sind unterschiedlicher Qualität und Größe in Abhängigkeit vom Umfang der illegalen Holzeinschläge und dem Wert des Ökosystems (Biodiversität, Verwundbarkeit). Möglich sind gar nicht oder kaum wahrnehmbare Störungen bis hin zur völligen Vernichtung des Ökosystems (großflächige Kahlhiebe mit der Folge einer mittel- bis langfristig irreversiblen Entwaldung).
Daneben sind vielfältige Auswirkungen auf die Volkswirtschaft messbar. Oft ist der illegale Holzeinschlag verbunden mit verminderten Steuereinkünften durch die verschlechterte wirtschaftliche Situation der Forstbetriebe, aber vor allem durch Steuerhinterziehung in allen Gliedern der Marktkette und der Produktion. Gestärkt werden illegale Strukturen durch Korruption und deren Normalisierung. Beim Schmuggel von Holz wird so die Infrastruktur für den illegalen grenzüberschreitenden Handel mit anderen Waren geschaffen (Rauschmittel, Kriegsgerät und Ähnliches).
Armut ist eine Hauptursache für illegale Aktivitäten im Forstsektor. Obwohl durch den gesetzeswidrigen Verkauf von Holz viel Geld in die betroffenen Regionen fließt, profitieren besonders einkommensschwache Haushalte kaum davon. In der Regel sind die Hauptnutznießer einflussreiche Gemeindemitglieder und gesellschaftliche Eliten. Langfristige wirtschaftliche Einbußen werden so durch die weiterhin bestehende Armut und die Schäden an der Umwelt verursacht.

## Erscheinungsformen
Illegaler Holzeinschlag tritt in unterschiedlichen Formen zu unterschiedlichen Zwecken auf. Man kann daher mehrere Kategorien anwenden.
Zur Sicherung der Lebensgrundlage wird Holz von Privatpersonen in kleinem Maßstab eingeschlagen, die sich aufgrund von Armut das zum Überleben benötigte Holz auf legale Weise nicht beschaffen können. Es handelt sich hierbei in der Regel um Feuerholz, seltener um Konstruktionsmaterial. Ein staatlicher Gesetzesvollzug ist hier nicht möglich und oft auch nicht gewünscht. Diese Erscheinungsform ist typisch für Zentralasien und einige Länder des Balkans.

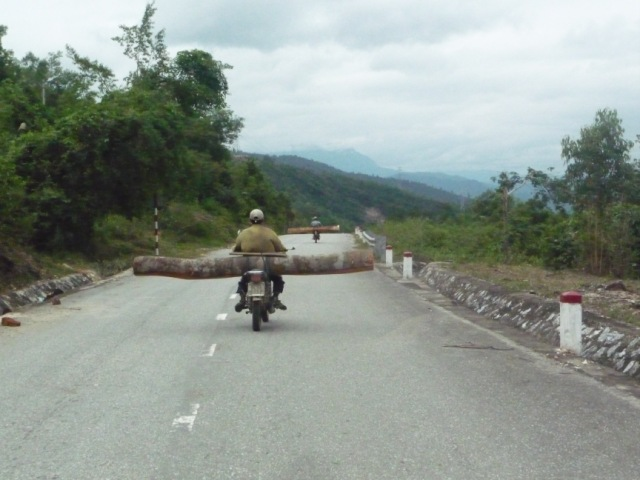
Zentral-Vietnam, November 2009

Zur Verbesserung der Lebensumstände wird Holz von Privatpersonen ohne legalen Zugang zu forstlichen Ressourcen in kleinem Maßstab im öffentlichen Wald eingeschlagen, um es zu dem Zweck zu verkaufen, das Haushaltseinkommen zu erhöhen. Ein Gesetzesvollzug scheitert oft an den Kapazitäten der Exekutive oder wegen Korruption. Teilweise werden diese Aktivitäten von kommerziellen Käufern unterstützt. Oftmals sind die Verwaltungen öffentlicher Wälder in diese Art von Aktivitäten verwickelt. Die forstliche Gesetzgebung wird als zu bürokratisch wahrgenommen, oder Abgaben und Steuern erscheinen unvernünftig hoch. In Mitteleuropa findet diese Art illegalen Holzeinschlages vor allem in Privatwäldern statt. Eingeschlagen wird in den Wäldern städtischer Waldbesitzer, die aufgrund der Entfernung ihrem Wald keine Aufmerksamkeit widmen bzw. widmen können.
Zu sehr großen illegalen Holzeinschlägen kommt es bei der Verfolgung kommerzieller Ziele durch die Industrie. Beteiligt sind hierbei hochrangige Mitglieder von Forstverwaltungen und relevanten staatlichen Organen aus dem Bereich der Justiz oder aus Regionalregierungen, die ihre Amtsmacht dazu missbrauchen, kommerziellen Forstunternehmen den illegalen Einschlag von Holz in großem Maßstab in Staatswäldern und Naturschutzgebieten zu ermöglichen.
Konfliktholz stellt eine Sonderform des illegalen Holzeinschlag dar, der zum Zweck der Finanzierung kriegerischer Handlungen durch mindestens eine Konfliktpartei ausgeführt wird, wie zum Beispiel in Liberia während der Zeit des Bürgerkrieges. Dies zog Handelssanktionen des Sicherheitsrates der Vereinten Nationen für Holz aus Liberia nach sich. Andere Länder Afrikas, in denen Konfliktholz gehandelt wird, sind die Demokratische Republik Kongo, Guinea und Sierra Leone. In Südostasien sind oder waren Myanmar und Kambodscha betroffen.
Je nach Definition kann eine große Anzahl weiterer illegaler Handlungen identifiziert werden, die unter dem Begriff des illegalen Holzeinschlages zusammengefasst werden. Diese umfassen unter anderem den Verkauf von Konzessionen und anderen Nutzungsrechten unter oder über dem Marktwert, Steuerhinterziehung und die Umgehung von Abgabenzahlungen und Zöllen, sowie die Nichtbeachtung von Arbeitnehmerrechten und die nicht-lizenzierte Verarbeitung von Holz.
Die Veräußerung von Nutzungsrechten unter Nichtbeachtung des freien Wettbewerbs als kriminelle Handlung im Forstsektor erfordert ein hohes Maß an Korruption bei höheren Vertretern der Forstverwaltung. Diese erhalten Schmiergeldzahlungen dafür, dass sie Holz, Konzessionen und andere Nutzungsrechte unter ihrem Marktwert an bestimmte Unternehmen verkaufen. Verkaufsverhandlungen werden diskret und nur mit bestimmten Käufern geführt. Andererseits können diese Güter und Dienstleistungen auch zu einem überzogenen Preis an den Privatsektor verkauft werden, wobei die Differenz vom Bediensteten veruntreut wird. Damit diese Methode illegalen Handels funktioniert, müssen Schwächen im Bereich der Finanzkontrolle vorliegen.
Für Steuerhinterziehung und die Umgehung von Abgaben sind falsche Angaben über die Menge des von Forstunternehmern eingeschlagenen oder in Betrieben verarbeiteten Holzes typisch. Ebenso werden die tatsächlichen Höhen der Löhne und Gehälter innerhalb eines Unternehmens weit unter dem eigentlichen Wert angegeben, oder die betroffenen Personen werden als Schwarzarbeiter angestellt. Auf diese Weise können die Betriebe Steuern und Sozialabgaben einsparen. Die Bekämpfung dieser Art kriminellen Handels obliegt den Finanzbehörden, jedoch kann der Erfolg sehr durch Kooperation mit der Forstverwaltung erhöht werden.
Die Nichtbeachtung von Arbeitnehmerrechten umfasst jede Art der Nichtbeachtung von Sozialstandards. Neben Beschäftigung ohne vertragliche Basis betrifft dies Arbeitszeiten, Unfallverhütungsmaßnahmen, Mindestlöhne und ähnliches. Ursache sind mangelnde Ressourcen zur Kontrolle, und ein geringer Organisationsgrad unter den Beschäftigten. Handlungsmöglichkeiten bestehen in der Sanktionierung solcher Betriebe durch die staatlichen Autoritäten.
Die nicht lizenzierte Verarbeitung von Holz ist eine weitere Form des illegalen Holzeinschlages. Es ist möglich, dass beispielsweise Sägewerke ohne offizielle Erlaubnis operieren. Dies führt zu einer verstärkten Nachfrage nach Holz, die jedoch nicht immer gedeckt werden kann. Betroffen sind hierdurch nicht nur der (private oder öffentliche) Waldbesitz; auch Steuereinnahmen gehen so verloren. Andererseits bieten auch illegale holzverarbeitende Betriebe ihren Beschäftigten Einkommensmöglichkeiten.
Falls die erhöhte Nachfrage bzw. der erhöhte Einschlag nicht dazu führt, dass der jährliche mögliche Hiebssatz überschritten wird, so ist die Legalisierung dieser Betriebe die beste Option, das Volumen des illegalen Holzeinschlages zu verringern. Falls andererseits die lokale Nachfrage über dieses Maß hinaus stimuliert wird, so besteht nur die Möglichkeit, die Nachfrage zu reduzieren, oder das nötige Holz legal aus einer größeren Entfernung heranzuschaffen. Da die bloße Durchsetzung der Forstgesetze alleine schwierig ist und Konflikte hervorruft, ist die Anwendung einer sektorenübergreifenden Strategie zur Kompensation der Einkommensverluste der betroffenen Personen ratsam.

## Situation in bestimmten Ländern und Regionen
Daten und relevante Informationen über das Ausmaß des illegalen Holzeinschlages in den verschiedenen Ländern der Erde sind nicht immer in ausreichender Qualität und Quantität verfügbar. Beschränkungen entstehen hinsichtlich der Art und des Umfangs über illegale Aktivitäten, durch die Relevanz des Forstsektors für eine nationale Volkswirtschaft, durch die Priorität, die dem Phänomen durch Regierungen beigemessen wird, durch die Meinungs- und Pressefreiheit, und durch die Stärke bzw. Einflussnahme von NGOs und anderen internationalen Interessen. Neben staatlichen Quellen stehen noch die Veröffentlichungen von ENGOs (Environmental Non Governmental Organisations) zur Verfügung. Informationen werden zudem durch Massenmedien und Betriebe und Verbände der Forst- und Holzwirtschaft publiziert.
Die publizierten Zahlen zum Umfang des illegalen Holzeinschlages müssen aus diesem Grunde immer kritisch hinterfragt werden. Für nationale oder regionale Regierungen kann die Veröffentlichung hoher Schätzungen gleichbedeutend sein mit dem Vorwurf, entsprechende gesetzgebende Maßnahmen unterlassen zu haben, oder noch schlimmer, in Korruption und Bestechlichkeiten verstrickt zu sein. Staatliche Institutionen, also Ministerien oder Statistikämter, erfassen zudem nur die gemeldeten Fälle illegalen Holzeinschlages. Es kann unterstellt werden, dass staatliche Daten aufgrund der gesetzeswidrigen Natur des Phänomens das Ausmaß der Realität normalerweise weit unterschätzen.
Andererseits publizieren ENGOs am ehesten die alarmierendsten Zahlen, um auf potenzielle oder existierende Missstände aufmerksam zu machen, das Potenzial von freiwilliger Zertifizierung nachhaltiger Forstwirtschaft in diesem Zusammenhang zu betonen, und die Stärkung von Maßnahmen zum Schutz von Wäldern einzufordern. Oft jedoch sind die Daten von ENGOs die einzigen Quellen, die Regierungen oder zwischenstaatlichen Organisationen wie der Weltbank zur Verfügung stehen.
Unternehmen des Forstsektors wiederum betrachten die Einschätzung eines hohen Ausmaßes illegalen Holzeinschlages allgemein als potenziell schädigend hinsichtlich ihres Bildes in der Öffentlichkeit sowie ihrer Wettbewerbsfähigkeit und der des Rohstoffes Holz im Vergleich zu anderen Materialien.

### Balkan
Unter den Ländern des Balkans werden in der Regel die Staaten gefasst, die aus dem Zerfall Jugoslawiens entstanden sind, außerdem Albanien, Rumänien und Bulgarien. Insgesamt stehen nur sehr wenige Daten über das Ausmaß illegalen Holzeinschlages in dieser Region zur Verfügung.
Staatlichen Angaben zufolge wurden in Bulgarien im Jahre 2003 weniger als 1 % des Holzes illegal eingeschlagen. Die Weltbank verzeichnet einen hohen Anstieg der kriminellen Aktivitäten während der letzten Jahre und rechnet mit derzeit 5 bis 15 %. Der WWF schätzt den Umfang des illegalen Holzeinschlages in Bulgarien auf 3,7 Millionen m3. Hiervon entfallen jedoch 73 % auf Brennholz, der Rest wird in der Holzindustrie verarbeitet. Das genannte Volumen entspricht demnach 45 % des Jahreshiebsatzes, der bei der Summierung des legalen und des illegalen Einschlages um 1,5 Millionen m3 überschritten wird. Korruption wird als Hauptursache für die kriminellen Handlungen genannt.
Zum Umfang des illegalen Holzeinschlages in Rumänien liegen ebenfalls nur wenige Informationen vor. Eine WWF-Studie aus dem Jahre 2005 verfolgte den Ansatz, durch die Berechnung von Differenzen zwischen Holzerzeugung und Holzverarbeitung (modifiziert durch Ein- und Ausfuhr) das Ausmaß des illegalen Holzeinschlages abzuschätzen. Die Studie kommt zu dem Schluss, dass seriöse Berechnungen auf Basis der verfügbaren Daten derzeit nicht möglich seien. Staatliche Statistiken beziffern den Umfang des illegalen Holzeinschlages auf etwa 1 %. Feststellbar sei jedoch ein enger Zusammenhang zwischen Armut in ländlichen Gebieten und illegalen Erntemaßnahmen. Holz ist dort der Hauptenergieträger.

### China
Auch China wurde in der Vergangenheit mehrfach kritisiert. Laut einem mexikanischen Kriminalitätsexperten exportiert die organisierte Kriminalität in Mexiko die illegal geschlagenen Hölzer nach Asien – insbesondere nach China, weil dort die Kontrollen oberflächlich seien.

### Indonesien
Indonesien weist eine der höchsten absoluten Entwaldungsraten der Erde auf. Prognosen des Umweltprogrammes der Vereinten Nationen aus dem Jahr 2008 prognostizierten, dass bis zum Jahr 2022 98 % der Wälder degradiert oder verschwunden seien.
Der illegale Holzeinschlag als einer der Haupttriebkräfte wird seit langer Zeit in diesem Zusammenhang diskutiert und als entscheidendes Problem für die Entwicklung des Forstsektors des Landes wahrgenommen. Schätzungen des CIFOR von 2004 beliefen sich auf etwa 80 % der Produktion des Forst- und Holzsektors. Die American Forest & paper Association stufte im selben Jahr 60 % der Produktion, 55 % der Sperrholzexporte und 100 % der Rundholzexporte aus Indonesien als "verdächtig" ein.
Allerdings hat sich Indonesien inzwischen für FLEGT qualifiziert, es stellt seit 15. November 2016 als erstes Partnerland FLEGT-Lizenzen für Holzexporte aus. Während nach Angaben der EU-Kommission 2002 nur ein Fünftel des Holzes in Indonesien legal geschlagen wurde, stammten 2016 über 90 Prozent der Holzexporte aus Fabriken und Wäldern, die von unabhängigen Stellen überwacht werden.

### Mexiko
Im Zuge des Drogenkrieges in Mexiko begannen die Kartelle ihre Einkommensarten zu erweitern. In Guerrero, wo ein Großteil des Opiums angebaut wurde, der Mexiko zu einem der größten Opium-Produzenten weltweit aufsteigen ließ, begannen die Kartelle nach einem Preisverfall von Opium die Holzindustrie zu unterwandern. Innerhalb weniger Jahre, bis 2021, war laut einem Kriminalitätsexperten der Columbia-Universität nicht nur der Holzmarkt in Guerrero unterwandert, sondern auch der Großteil des mexikanischen Holzmarktes (darunter Michoacán oder Chiapas) unter Kontrolle der Kartelle. Laut dem Experten würden das Sinaloa-Kartell und das CJNG-Cartel als Broker auf dem Weltmarkt auftreten. Die Kartelle kontrollieren die Häfen; die Hölzern werden von Mexiko per Schiff nach Asien transportiert – vor allem nach China, wo die Kontrollen lax seien. Laut Einschätzung des Experten fokussieren sich die Kartelle auf den Raubbau von Edelhölzern. Der Welternährungsorganisation FAO zufolge verschwanden in Mexiko im Jahr 2020 rund 127.770 Hektar Wald – zwischen 2010 und 2015 wurden durchschnittlich 91.600 Hektar pro Jahr entwaldet. Der Raubzug durch Mexikos Wälder wird in vielen Regionen von einer extremen Gewaltwelle begleitet: Kriminelle Banden bedrohen, kidnappen oder töten Gemeindeaufseher und Bauern von Gemeinschaftsunternehmen, die den Banden illegalen Holzschlag verweigern, ihnen kein Holz verkaufen wollen oder sich weigern, Schutzgeld zu zahlen.

### Russland
Durch die verhältnismäßig hohen Importe von Holz aus Russland in die EU steht die Forstwirtschaft dieses Landes allgemein, und insbesondere auch der illegale Holzeinschlag verstärkt im Fokus von ENGOs und Massenmedien. Die Publikationen von ENGOs sind in der Regel allerdings auch die einzigen verfügbaren Informationen zur Thematik. Hierbei konzentrieren sich die Zahlen und Analysen auf den asiatischen Teil Russlands. Insbesondere der WWF liefert in diesem Zusammenhang die Daten, die auch von der Weltbank und anderen Institutionen verwendet werden. Auch die Massenmedien bedienen sich vornehmlich der Zahlen des WWF, gefolgt von Publikationen von Greenpeace.
Zur Einschätzung des Umfangs des illegalen Holzeinschlages verglich der WWF die Zahlen zum Verbrauch der holzbearbeitenden und -verarbeitenden Industrie mit den offiziellen Zahlen bezüglich des Holzeinschlages, korrigiert durch Exporte und Importe. Die Differenz lässt Rückschlüsse auf das Ausmaß der illegalen Aktivitäten zu. Auf diese Weise errechneten sich dem WWF zufolge 11,3 Millionen m3. Ungenauigkeiten entstehen hierbei durch die private Verwendung illegal eingeschlagenen Holzes, z. B. zur Brennholzgewinnung im ländlichen Raum.
Den Daten des auch für den Wald zuständigen Ministeriums für Natürliche Ressourcen zufolge wurden zwischen den Jahren 1996 und 2002 500.000 m3 bis knapp 1 Million m3 pro Jahr illegal eingeschlagen, wobei der Höhepunkt der Entwicklung um das Jahr 2000 liegt. Der wirtschaftliche Verlust wurde für dieses Jahr auf ca. 5,5 Milliarden RUR (etwa 180 Millionen Euro) taxiert. Der Anteil illegalen Holzeinschlages beziffert sich demnach auf weniger als 1 % der gesamten Einschlagsmenge des Landes. Andererseits schätzt auch ein offizieller Länderbericht das tatsächliche Ausmaß auf 5 bis 10 % ein.
Schätzungen von Greenpeace belaufen sich auf 20 % des eingeschlagenen Holzes. Der WWF errechnet 27 % bis 36 % auf nationaler Ebene. In einzelnen Regionen können die Anteile jedoch stark variieren. Der Anteil illegal geschlagenen Holzes erreiche im Fernen Osten 50 bis 70 %, und im Kaukasus gar 70 bis 100 %. Der finanzielle Verlust wird vom WWF auf eine Milliarde USD geschätzt, hauptsächlich aufgrund von Steuerhinterziehung. Die Methode zur Errechnung wurde dabei nicht spezifiziert.
Durchschnittlich werden seit Mitte der 1990er Jahre in Russland pro Jahr etwa 110 Millionen m3 Holz geerntet. Dem gegenüber stehen jährliche Zuwächse in einer Höhe von rund 510 Millionen m3. Unterstellt man, den geläufigsten Zahlen des WWF entsprechend, einen Anteil von 20 % illegal eingeschlagenen Holzes am insgesamt in Russland pro Jahr geernteten Holz, so ergibt sich ein realer Gesamteinschlag von 137,5 Millionen m3 bezogen auf das ganze Land mit einem illegalen Volumen von 27,5 Millionen m3. Dies entspricht einem Nettozuwachs an Holz von 372 Millionen m3 pro Jahr (dies alleine bedeutet jedoch nicht, dass die Forstwirtschaft Russlands allgemein nachhaltig ist). Die illegalen Einschläge konzentrieren sich, wie auch der reguläre Einschlag, auf infrastrukturell gut erschlossene Wälder im europäischen Teil Russlands wie z. B. in Karelien. Dort entsprach selbst in den 1990er Jahren, als landesweit bedingt durch den wirtschaftlichen Zusammenbruch die Einschlagsmengen stark zurückgingen, die legale Nutzungsmenge bereits 90 % des jährlichen Hiebsatzes. Der Anteil des realisierten jährlichen Hiebssatzes beläuft sich staatlichen Informationen nach in keinem der Subjekte der Russischen Föderation (dies sind die "Bundesstaaten" der Föderation) auf mehr als 60 %, in der Regel auf 20 bis 40 % in europäischen Teil, und auf 0 bis 20 % im asiatischen Teil.
Ebenfalls durch den WWF wurden Schätzungen zum Umfang der Exporte illegalen Holzes angestellt. Insgesamt führt Russland etwa 40 Millionen m3 Rundholz pro Jahr in andere Länder aus. Der Anteil illegalen Holzes variiert dabei zwischen 10 und 35 %. Bezüglich der Exporte in die EU-15 werden vom WWF 20 % veranschlagt. In die EU-27 werden insgesamt rund 16,5 Millionen m3 ausgeführt, davon alleine nach Finnland jedoch 11,2 Millionen.
Bezüglich des Exportes von russischem Holz in die VR China werden verstärkte Erntemaßnahmen in Sibirien und im Fernen Osten des Landes verzeichnet. Ansässige Forstunternehmen verkaufen dabei annähernd ihre gesamte Ware nach China. Das Land ist heute mit rund 15,3 Millionen m3 der größte Importeur russischen Holzes. Der WWF gibt in einer gemeinsam mit der Weltbank veröffentlichten Publikation an, dass 15 bis 70 % des gehandelten Holzes illegal eingeschlagen werden, oder mit anderen Formen krimineller Handlungen in Zusammenhang gebracht werden müssen, vor allem Korruption, Steuerhinterziehung und Umgehung von Zollabgaben.
Im Zusammenhang mit der Reform der Forstverwaltung durch das Inkrafttreten des neuen Föderalen Forstgesetzes wird, bedingt durch den schwierigen Prozess der Übertragung der Hoheitsrechte im Wald von der Zentralregierung auf die Subjekte der Russischen Föderation, mit einer Zunahme illegaler Handlungen im Forstsektor gerechnet.

### West- und Zentraleuropa
Der illegale Holzeinschlag spielt heute – auch aufgrund begrenzter Wälder – in den reichen Industrieländern Europas eine sehr untergeordnete Rolle. Er findet jedoch statt. Bekannt sind der Diebstahl von Weihnachtsbäumen und von Feuerholz im Einzugsbereich von Grillstellen im Wald. Die illegalen Aktivitäten gewinnen jedoch mit steigenden Holzpreisen und der vermehrten Verwendung von Holz als Energieträger in Privathaushalten wieder an Bedeutung (Verbesserung der Lebensumstände durch Zusatzeinkommen oder Einsparungen an den Heizkosten). Betroffen sind auch Privatwälder, deren meist städtische Besitzer durch Abwesenheit von Holzdiebstählen keine Notiz nehmen können.
Jedoch war Holzdiebstahl in früheren Jahrhunderten eine weit verbreitete Straftat im deutschsprachigen Raum, die oft auch als „Waldfrevel“ bezeichnet wurde. Das Problem entstand in der Neuzeit mit der Verknappung von Holz im 17. Jahrhundert, als auch erste Forstordnungen erlassen wurden, die der unerlaubten Entnahme von Holz aus den Wäldern entgegenwirken sollten. Die Umsetzung dieser Gesetze rief Konflikte hervor, vor allem auch deshalb, weil Wald und dessen Nutzung zuvor als Jedermannsrecht galten. Besonders harsch trat das Problem zum Ende des 18. Jahrhunderts zu Tage. Die große Holznot bedingte vor allem kleine Holzdiebstähle zum Zwecke der Feuerholzgewinnung. Die rigide Durchsetzung der Forstgesetze führte zu Konflikten, die vielerorts in dem gewaltsamen Tod eines Försters gipfelten. Karl Marx thematisierte das Problem in Thesenpapieren. Weitere Hinweise auf den Holzdiebstahl in früherer Zeit finden sich in der Dichtung, beispielsweise in der Erzählung „Peterchens Mondfahrt“.

## Maßnahmen gegen illegalen Holzeinschlag
Eine Vielzahl von Strategien wurde entwickelt, um dem illegalen Holzeinschlag entgegenzuwirken.
Die weltweit erste internationale Initiative hierzu ist der G-8-Aktionsplan für Wald, den die Teilnehmer auf dem Gipfel in Denver 1997 beschlossen hatten. Auf globaler Ebene existieren auch das Governance-Programm für Wald der Weltbank und FLEG-Programme. FLEG steht für Forest Law Enforcement and Governance, also Rechtsdurchsetzung im Forstsektor und Politikgestaltung.
Weitere Maßnahmen werden auf europäischer und pan-europäischer Ebene erörtert und beschlossen (Initiativen im Rahmen der MCPFE, Nord-Eurasische FLEG-Initiative der Russischen Föderation, EU-Aktionsplan FLEGT). Daneben existieren Ansätze, zivilgesellschaftliche Prozesse wie die Zertifizierung nachhaltiger Forstwirtschaft einzubinden und die öffentliche Beschaffungspolitik konsequent auf den Kauf legalen Holzes auszurichten. Man versucht weiterhin, bereits existierende rechtlich bindende internationale Abkommen (wie das Washingtoner Artenschutz-Übereinkommen) effektiver zu gestalten. Es gibt nationale Sonderinitiativen und bilaterale Vereinbarungen. Weitere Maßnahmen, um den illegalen Holzeinschlag einzudämmen, betreffen öffentliche Beschaffungsmaßnahmen und andere Initiativen des privaten Forstsektors.

### Washingtoner Artenschutzabkommen (CITES)
Eines der wenigen rechtlich bindenden Instrumente, die weltweit zur Verfügung stehen, um die Ein- oder Ausfuhr illegalen Holzes in oder aus einem Land zu verhindern, ist das Washingtoner Artenschutzabkommen (CITES). Dieses wurde bereits im Jahre 1973 von damals 166 Staaten unterzeichnet und ist bis heute von 160 Staaten ratifiziert. In den 3 Anhängen zu diesem Dokument sind einige Baumarten gelistet, die vom Aussterben bedroht oder gefährdet sind. Der Handel mit diesen ist untersagt, erfordert Sondergenehmigungen oder ist durch besondere nationale Regelungen eingeschränkt. Diese Arten sind im Einzelnen:
- im Anhang 1 (Handel ist verboten)
  - Patagonische Zypresse
  - Rio-Palisander
- im Anhang 2 (Handel erfordert Sondergenehmigungen)
  - Afrormosia
  - Lebensbäume
  - Die Swietenia-Arten Swietenia mahagoni und Swietenia macrophylla
  - 15 von rund 30 Arten der Gattung Gonystylus (Ramin) einschließlich aller Erzeugnisse und Derivate
- im Anhang 3 (nationale Regelungen sind legal möglich)
  - Almendro
  - Westindische Zedrele

### FLEG-Programme
Diese Programme wurden für bestimmte Regionen von der Weltbank initiiert, um die politischen Strukturen zu verbessern und die intersektorale Kooperation zum Kampf gegen den illegalen Holzeinschlag zu stärken. Das erste regionale Programm ist das Südostasien-FLEG von 2001. Zwei Jahre später startete das Afrika-FLEG. Russland initiierte 2005 das ENA-FLEG 2005, und die Europäische Union kooperiert mit der Weltbank in einer entsprechenden initiative für Lateinamerika.

### EU-Aktionsplan FLEGT
Der Aktionsplan beschreibt eine Reihe von Maßnahmen zur Bekämpfung illegalen Holzeinschlages. Er wurde maßgeblich durch die Rio +10-Konferenz in Johannesburg im Jahre 2002 inspiriert und fußt auf den Prinzipien des Ostasien-FLEG. Die Maßnahmen des FLEGT-Planes umfassen mehrere Bereiche, darunter eine Verbesserung der Politikgestaltung. Dazu zählt der Kapazitätsaufbau bei den Partnerländern, insbesondere beim Aufbau von Systemen zur Überprüfung der Legalität des Holzeinschlags und zur Durchsetzung geltenden Rechts, sowie die Förderung politischer Reformen.
Weiterhin werden freiwillige Partnerschaftsabkommen zur Identifizierung illegalen Holzes bei der Einfuhr in das Zollgebiet der Union getroffen. Gegenwärtig bestehen keinerlei Mechanismen, die es den Zollbehörden ermöglichen würden, illegales Holz zu erkennen und so ein Eindringen in die EU zu verhindern. Eine Verordnung des EU-Rates ermöglicht ein freiwilliges Genehmigungssystem, bei dem die Partnerländer die Legalität der Herkunft des in die EU ausgeführten Holzes bescheinigen.
Eine weitere Zielsetzung ist, den Verbrauch illegalen Holzes zu reduzieren und Investitionen vorzubeugen, die den illegalen Holzeinschlag begünstigen. Dazu zählt die Erarbeitung praxisnaher Informationen für öffentliche Auftraggeber zur Berücksichtigung von Legalitätsaspekten bei der Holzbeschaffung, außerdem die Förderung privatwirtschaftlicher Initiativen (inklusive der Verwendung freiwilliger Verhaltenskodizes) und Informationspolitik in Bezug auf Kreditgeber wie Banken, die Aspekte der legalen Holzerzeugung bei der Vergabe von Krediten und Exportbürgschaften für forstwirtschaftliche Projekte berücksichtigen. Bestehende Rechtsinstrumente wie das Washingtoner Artenschutzabkommen und das Strafrecht sollen überprüft und gegebenenfalls modifiziert werden. Der WWF fordert in diesem Zusammenhang die Aufnahme des illegalen Holzhandels als Strafbestand in das Geldwäschegesetz. Im Bereich des Handels mit Konfliktholz sollen die Bemühungen der UNO im Hinblick auf Reduzierung der Konfliktfinanzierung durch Export natürlicher Ressourcen wie Holz unterstützt werden.

### Initiative des US-amerikanischen Präsidenten George W. Bush
Diese Strategie aus dem Jahre 2003 zielt auf drei Brennpunkte, nämlich das Kongobecken, Lateinamerika und Südostasien. Sie formuliert vier Schlüsselelemente:
- gute Politikgestaltung,
- lokale Ansätze,
- Technologietransfer,
- Nutzung von Marktkräften.

Gleichzeitig wird der Wille der USA formuliert, im Kampf gegen den illegalen Holzeinschlag eine Führungsrolle in Bezug auf die Erarbeitung von Handlungsalternativen zu übernehmen.

### Andere Initiativen
Weiterhin existieren bilaterale Abkommen zwischen einzelnen Nationalstaaten. In Deutschland gab es Bestrebungen, ein Urwaldschutzgesetz zu erlassen, welches die Einfuhr von illegal geschlagenem Holz unter Strafe gestellt hätte. Das Vereinigte Königreich erließ 2002 ein Programm, welches Reformen durch nationale, regionale und internationale Organisationen einleiten sollte, um Governance-Strukturen in West- und Zentralafrika zu stärken. Das Asia Forest Partnership and the Congo Basin Forest Partnership-Programm sind regionale Initiativen für Asien und das Kongobecken, die beide im Rahmen des Rio+10-Gipfels in Johannesburg 2002 gestartet wurden. Ihr Ziel ist die Stärkung der Kooperation zwischen betroffenen Ländern in verschiedenen Bereichen, von denen viele illegalen Aktivitäten ausgesetzt sind. Miteinbezogen sind Regierungen und nichtstaatliche Interessengruppen sowie internationale Organisationen.